# Eutropio de Valencia
Eutropio de Valencia, o Eutropio Servitano, fue obispo de Valencia (España) a finales del siglo VI.

## Biografía
Según las fuentes contemporáneas, el Chronicon de Juan de Biclaro 
y el De viris illustribus de Isidoro de Sevilla, 
fue discípulo de san Donato y monje del monasterio servitano que este había fundado en la provincia Carthaginense, y tras la muerte de este, ocurrida en fecha imprecisa antes del año 584, Eutropio le sucedió como abad del monasterio. 
En tal condición presidió, junto con Leandro de Sevilla, el III Concilio de Toledo celebrado en 589 durante el reinado de Recaredo, en el que se rechazó el arrianismo y se declaró el catolicismo como religión oficial del reino. 
Posteriormente al concilio, fue designado para ocupar la diócesis de Valencia.
Se desconoce la fecha de su muerte; se estima que debió ser cerca del año 600 
o del 608, pues en el IV Concilio de Toledo, celebrado en el 610 durante el reinado de Gundemaro, su sucesor Marino suscribió antecediendo a gran parte de los obispos asistentes, por lo que se supone que este tenía ya una antigüedad de varios años en la sede valentina. 
En 1770 se encontró en las casas consistoriales cercanas a la catedral de Valencia una lápida que algunos autores interpretaron epigráficamente como perteneciente a su sepultura. 
Varios autores modernos lo mencionaron como santo, aunque nunca fue canonizado.

## Obras
De la abundante correspondencia que mantuvo con otros eclesiásticos se conservan dos cartas dirigidas al obispo de Ercávica Pedro: De octo vitiis, relativa a los pecados capitales, y 
De discrictione monachorum et ruina monasteriorum, en justificación por el rigor de la vida monacal; por los escritos de san Isidoro también se tiene noticia de una tercera, dirigida al obispo de Cartagena Liciniano, referente a la administración del crisma a los bautizados.